# Synaldis bullis
Synaldis bullis är en stekelart som beskrevs av Fischer 2005. Synaldis bullis ingår i släktet Synaldis och familjen bracksteklar. Inga underarter finns listade i Catalogue of Life.